# Campionati europei di karate 2014
I campionati europei di karate 2014 sono stati la 49ª edizione della competizione. Si sono svolti a Tampere, in Finlandia, dal 1º al 4 maggio 2014.

## Participating countries
- Albania (3)
- Austria (11)
- Azerbaigian (11)
- Bielorussia (11)
- Belgio (8)
- Bosnia ed Erzegovina (19)
- Bulgaria (4)
- Croazia (21)
- Cipro (4)
- Rep. Ceca (7)
- Danimarca (11)
- Inghilterra (15)
- Estonia (4)
- Finlandia (16)
- Francia (23)
- Georgia (5)
- Germania (20)
- Grecia (9)
- Ungheria (15)
- Islanda (3)
- Irlanda (11)
- Israele (7)
- Italia (19)
- Lettonia (9)
- Lussemburgo (2)
- Macedonia del Nord (17)
- Montenegro (7)
- Paesi Bassi (8)
- Irlanda del Nord (1)
- Norvegia (3)
- Polonia (2)
- Portogallo (14)
- Romania (12)
- Russia (23)
- Scozia (4)
- Serbia (22)
- Slovacchia (12)
- Slovenia (9)
- Spagna (20)
- Svezia (11)
- Svizzera (12)
- Turchia (21)
- Ucraina (15)
- Galles (1)

## Podi

### Uomini

#### Individuale
| Specialità    | Oro                     | Argento          | Bronzo                                  |
| Kata          | Mattia Busano           | Damián Quintero  | Vu Duc Minh Dack Mehmet Yakan           |
| Kumite -60 kg | Emil Pavlov             | Casper Lidegaard | Geoffrey Berens Matias Garcia Gomez     |
| Kumite -67 kg | Jordan Thomas           | Niyazi Aliyev    | Yves Martial Tadissi Mauro Scognamiglio |
| Kumite -75 kg | Luigi Busà              | Stanislav Horuna | Davy Dona Serkan Yağcı                  |
| Kumite -84 kg | Michael Georgios Tzanos | Gokhan Gunduz    | Meris Muhovic Timothy Petersen          |
| Kumite +84 kg | Enes Erkan              | Shahin Atamov    | Slobodan Bitević Jonathan Horne         |

#### Squadre
| Specialità | Oro         | Argento | Bronzo               |
| Kata       | Spagna      | Italia  | Croazia Francia      |
| Kumite     | Azerbaigian | Turchia | Paesi Bassi Germania |

### Donne

#### Individuale
| Specialità    | Oro             | Argento             | Bronzo                                 |
| Kata          | Viviana Bottaro | Yaiza Martín Abello | Dilara Bozan Sandy Scordo              |
| Kumite -50 kg | Serap Özçelik   | Bettina Plank       | Sophia Bouderbane Nurana Aliyeva       |
| Kumite -55 kg | Sara Cardin     | Jennifer Warling    | Emilie Thouy Zhanna Melnyk             |
| Kumite -61 kg | Ana Lenard      | Sanja Cvrkota       | Anita Serogina Jelena Maksimovic       |
| Kumite -68 kg | Inga Sheroziya  | Merve Coban         | Ivona Tubic Cristina Gonzalez Vizcaino |
| Kumite +68 kg | Fanny Clavien   | Ibrahim Nadege Ait  | Laura Palacio Gonzalez Helena Kuusisto |

#### Squadre
| Specialità | Oro     | Argento   | Bronzo              |
| Kata       | Spagna  | Italia    | Croazia Bielorussia |
| Kumite     | Turchia | Finlandia | Ucraina Croazia     |